# Voọc bạc Selangor
Voọc bạc Selangor (Trachypithecus selangorensis) là một loài khỉ lá được tìm thấy trên bờ biển phía tây bán đảo Malaysia. Nó đã từng được coi là một dạng của lutung bạc. Roos và cộng sự đã nâng mức dân số này lên một phân loài, Trachypithecus cristatus selangorensis, vào năm 2008. Từ đó đến nay các nhà vật lý học đã xem các loài nguyên sinh là Trachypithecus selangorensis.

## Mô tả
Loài voọc bạc Selangor có thân hình màu xám với khuôn mặt đen và bàn chân và bàn chân đen. Loại mẫu có đầu và thân dài 50,6 cm (19,9 in) và đuôi dài 70,4 cm (27,7 in). Lutung bạc có liên quan chặt chẽ có chiều dài trung bình và chiều dài cơ thể là 48,9 cm (19,3 in) đối với cá cái và 54,4 cm (21,4 in) đối với con đực. Bạc lutung có trọng lượng trung bình là 5,7 kg (13 lb) đối với con cái và 6,6 kg (15 lb) đối với con đực. Loài voọc bạc Selangor khác với lutung bạc trong hình dạng râu của nó. Loài voọc bạc Selangor có râu dài, thẳng trong khi lutung bạc có râu hình con trai. Hai loài này cũng khác nhau về mặt di truyền.
Con non được sinh ra với một mô hình màu sắc rất khác so với con trưởng thành. Chúng có lông màu cam tươi sáng với khuôn mặt trắng, bàn tay và bàn chân. Màu sắc của trẻ sơ sinh biến đổi thành màu trưởng thành trong 3 đến 5 tháng đầu tiên, bắt đầu với đầu, tay và bàn chân. Tất cả các thành viên của nhóm tham gia vào việc chăm sóc trẻ sơ sinh, bao gồm cả phụ nữ không phải là mẹ và nam giới thống trị. Một lý thuyết cho lý do cho màu da cam con non là nó có thể thu hút các con cái khác để giúp chăm sóc con non.

## Phân bố
Sự phân bố của loài voọc này bị giới hạn ở bờ biển phía tây bán đảo Malaysia ở Johor, Negeri Sembilan, Selangor, Melaka, Perak và Kedah. Nó là loài thực vật và thích rừng ngập mặn và rừng ven sông, nhưng đôi khi cũng được tìm thấy trên các đồn điền. It eats mostly leaves, but also fruit, seeds, flowers and even dried wood. Tại Bukit Melawati, loài này là là loài thu hút khách du lịch phổ biến. Quần thể ở Bukit Malawati nằm trong số ít quần thể khỉ lá hoang dã có kinh nghiệm quen thuộc với con người. Chúng đôi khi sẽ sẵn sàng chạm và trèo lên du khách, ngoài việc tiếp cận cầu xin thức ăn.